# مقاطعة فيني (كانساس)
مقاطعة فيني (بالإنجليزية: Finney County)‏ هي إحدى المقاطعات في ولاية كانساس، الولايات المتحدة الأمريكية.